# Mirosław Leśniewski
Mirosław Leśniewski (ur. 7 czerwca 1903 w Rzgowie, zm. 14 września 1939 w Kowlu) – kapitan pilot Wojska Polskiego, kawaler Krzyża Srebrnego Orderu Wojennego Virtuti Militari.

## Życiorys
Mirosław Leśniewski ukończył Szkołę Podchorążych Lotnictwa w Dęblinie wraz z IV promocją (20 lokata) i 15 sierpnia 1930 roku został mianowany podporucznikiem obserwatorem. Skierowany został do służby w 4 pułku lotniczym w Toruniu. W 1932 roku został skierowany do Centrum Wyszkolenia Oficerów Lotnictwa w Dęblinie na kurs pilotażu, a następnie do Wyższej Szkoły Pilotażu do Grudziądza. 1 listopada 1937 został wyznaczony na stanowisko dowódcy 142 eskadry myśliwskiej. Na stopień kapitana został mianowany ze starszeństwem z 19 marca 1939 i 37. lokatą w korpusie oficerów lotnictwa, grupa liniowa.
W czasie kampanii wrześniowej dowodził 142 eskadrą myśliwską. 2 września, podczas wymiatania nad linią frontu, eskadra zgłosiła zestrzelenie siedmiu samolotów bombowych Dornier Do 17, z czego dwóch kpt Leśniewski. W rzeczywistości eskadra walczyła z myśliwcami Messerschmitt Bf 110 z eskadry 3./ZG 1, z których kpt. Leśniewski zestrzelił jedyny utracony przez Niemców samolot dowódcy eskadry kpt. Wedelina von Müllenheim-Rechberg (który zginął).
4 września jednostka została przeniesiona na lotnisko polowe Kaczkowo. Po południu w czasie alarmu 8 samolotów ze 141 i 142 eskadry wystartowało do walki z przeważającymi siłami Luftwaffe. W czasie walki ciężko ranny został kapitan Mirosław Leśniewski, który po zestrzeleniu Bf 110 sam został zestrzelony. Leśniewski zdołał wylądować. Ciężko ranny i poparzony został wyciągnięty z samolotu i przewieziony do szpitala w Ciechocinku. W czasie ewakuacji został przetransportowany do szpitala w Kowlu, gdzie zmarł 14 września. Mirosław Leśniewski został pochowany na miejscowym cmentarzu.
Na liście Bajana został sklasyfikowany na 91 pozycji z 3 samolotami zestrzelonymi na pewno i 1/3 uszkodzonym.

## Zwycięstwa powietrzne
Na liście Bajana zajmuje 91. pozycję z 3 pewnymi zestrzeleniami i 1/3 uszkodzeniem.
- 2 Do-17 – 2 września 1939 (w rzeczywistości 1 Bf 110[4])
- Bf 110 – 4 września 1939

## Ordery i odznaczenia
- Orderem Virtuti Militari – pośmiertnie nr 12063